# Mimela pomicolor
Mimela pomicolor är en skalbaggsart som beskrevs av Ohaus 1936. Mimela pomicolor ingår i släktet Mimela och familjen Rutelidae. Inga underarter finns listade i Catalogue of Life.